# Campylaspis excavata
Campylaspis excavata är en kräftdjursart som beskrevs av Michel Ledoyer 1993. Campylaspis excavata ingår i släktet Campylaspis och familjen Nannastacidae. Inga underarter finns listade i Catalogue of Life.